# Municipio de Magdalena Yodocono de Porfirio Díaz
El municipio de Magdalena Yodocono de Porfirio Díaz es uno de los 570 municipios del estado mexicano de Oaxaca. Su cabecera es la localidad de Magdalena Yodocono de Porfirio Díaz. El municipio está nombrado en honor al presidente de México Porfirio Díaz.

## Geografía
El municipio de Magdalena Yodocono de Porfirio Díaz colinda al norte con los municipios de San Vicente Nuñú y Santiago Nejapilla; al este con los municipios de Santo Domingo Tlatayápam y San Francisco Nuxaño; al sur con el municipio de municipio de San Pedro Tidaá; y al oeste con los municipios de San Miguel Achiutla, San Juan Achiutla y Santa María Nduayaco.

## Localidades
El municipio de Magdalena Yodocono de Porfirio Díaz cuenta con tres localidades.
| Localidad                           | Población (2020) |
| ----------------------------------- | ---------------- |
| Magdalena Yodocono de Porfirio Díaz | 989              |
| Santa Cruz Yodocono                 | 418              |
| La Unión                            | 275              |

## Gobierno
El municipio de Magdalena Yodocono de Porfirio Díaz se rige mediante el sistema de usos y costumbres.
| Presidente municipal              | Periodo   |
| --------------------------------- | --------- |
| Luis Miguel Simancas Aparicio     | 1996-1998 |
| Gerardo Guzmán                    | 1999-2001 |
| Luis Ángel Cruz Gregorio          | 2002-2004 |
| Genaro Asunción Cruz Rodríguez    | 2005-2007 |
| Raymundo Francisco Cruz Hernández | 2008-2010 |
| Artemio Pablo Rodríguez Pérez     | 2011-2013 |
| Alfredo Raymundo Palacios Cruz    | 2013-2016 |
| Roberto García Cruz               | 2019      |
| Mario Fabián Flores Cruz          | 2020-2022 |
| Graciela Patricia Jiménez Guzmán  | 2023-2025 |